# نکسیام
نکسیام (انگلیسی: NXIVM) یک شرکت بازاریابی شبکه‌ای و توسعه شخصی آمریکایی بود. این شرکت سمینارهای توسعه شخصی و حرفه‌ای را به وسیله «برنامه‌های موفقیت اجرایی» پیشنهاد می‌داد. این شرکت توسط اعضای پیشین آن و مقامات رسمی یک فرقه و یک شرکت هرمی توصیف شده‌است. نکسیام همچنین متهم شده‌است که با تشکیل یک انجمن مخفی، اعضای مونث خود را به بردگی جنسی کشیده‌است.  
رهبران این شرکت از جمله کیت رانیر و آلیسون مک در سال ۲۰۱۸  به جرم قاچاق انسان دستگیر شدند. کیت رانیر در سال ۲۰۱۹ به جرم قاچاق جنسی انسان و اخاذی به ۱۵ سال حبس محکوم شد. 